# 安豐州
安豐州，中国古代的州。
东魏天平二年（535年），南朝梁从东魏手中夺得，徙旧安丰于霍邱城置安丰州，治所在安丰郡（今安徽省霍邱县南），下辖安丰县。南朝梁太清三年（549年），侯景之乱，寿春被东魏占领，安丰州归东魏。